# 발리 에어
발리 에어(영어: Bali Air)는 과거 인도네시아에 존재했던 항공사이다. 1973년에 부라크 인도네시아 항공의 자회사로 설립되었으며 수카르노 하타 국제공항 제1C터미널에 본사를 두었다. 중간 비용 개념에 따라서 가격이 저렴한 항공권을 도입했고 비행 도중에 승객들에게 가벼운 간식을 제공한 것으로 유명했다.
2005년에 부라크 항공 그룹이 재정 문제로 인해 파산을 선언하면서 예정된 항공기 운항이 중단되었으며 2005년 8월 당시에는 비커스 비스카운트 2대, 비커스 뱅가드 1대, 포커 F28 1대, 보잉 737 3대를 보유했다. 인도네시아 교통부는 2007년 2월에 사업자에게 구조 조정 기회를 주기 위해 발리 에어를 비롯한 11개의 유휴 항공사에 대한 면허 취소를 연기했다.